# Кришнагири (округ)
Кришнагири (англ. Krishnagiri) — округ в индийском штате Тамилнад. Образован в 2004 году из части территории округа Дхармапури. Административный центр — город Кришнагири. Площадь округа — 5143 км². По данным всеиндийской переписи 2001 года население округа составляло 1 546 700 человек. Уровень грамотности взрослого населения составлял 58,1 %, что немного ниже среднеиндийского уровня (59,5 %). Доля городского населения составляла 16,4 %.